# Mauricio Salles
Mauricio Salles (født 1. marts 1978) er en tidligere brasiliansk fodboldspiller.